# Seventeen (Kayak)
Seventeen is het zeventiende studioalbum van Kayak. Bandleider Ton Scherpenzeel zag zich geconfronteerd met een leegloop na Cleopatra - The crown of Isis. Voorts zag hij geen mogelijk om zonder bijdragen vooraf een nieuw album op te nemen. Hij startte daarom een crowdfunding onder de Kayakfans ten einde Seventeen te kunnen bekostigen. Echter vlak nadat hij de crowdfunding had uitgezet kwam het bericht dat Seventeen gedistribueerd zou worden door het platenlabel InsideOut Music, een belangrijke speler op de markt van progressieve rock, en zelf onderdeel van Sony BMG. Het initiatief daartoe kwam van de manager van Riverside, dat al via InsideOut Music albums uitbracht.
Het album werd opgenomen in de KHS studio van Scherpenzeel met aanvullende opnamen in de Lakeside Studios te Loosdrecht en The Grien Room in Leeuwarden. Speciale gast op dit album is gitarist Andrew Latimer van Camel, de band waarmee Scherpenzeel nog diverse optredens heeft verzorgd voor de totstandkoming van dit album. Het merendeel van de muziek stamt uit de periode twee jaar voorafgaand aan het album. Slechts enkele stukken dateren van daarvoor, zoals Feathers and tar, dat gebaseerd is op een niet uitgebracht stukje uit Cleopatra. Het album is opgedragen aan Lida Rikkert, moeder van Scherpenzeel en amateurviolist en eerste pianoleraar van hem.
Het album werd positief ontvangen binnen de niche van de progressieve rock. Om het album te promoten zou Kayak optredens verzorgen in de formatie Bart Schwertmann (zang), Marcel Singor (gitaar), Kristoffer Gildenlöw (bas), Ton Scherpenzeel (toetsen) en Collin Leijenaar (drumstel). Leijenaar was ten tijde van de opnamen (zie album Kayak Live 2019) niet beschikbaar; Robbemont niet tijdens de geplande concertreeks. Scherpenzeel voelde zich opgelucht want Gildenlöw en Leijenaar hadden ook al met elkaar gespeeld tijdens een tournee van Neal Morse. Het album stond daarvoorafgaand al twee weken in de Nederlandse Album Top 100 (plaatsen 6 en 66). Het album werd ook uitgegeven op elpee.

## Musici
Het album werd volgespeeld door:
- Ton Scherpenzeel – toetsinstrumenten, zang, basgitaar[2]
- Bart Schwertmann – zang (was de eerste zanger die reageerde, Scherpenzeel zette nog wel een advertentie voor nieuwe zangers maar bleef bij zijn eerste keus)
- Marcel Singor – gitaar (ingebracht door genoemde manager)

Met
- Lean Robbemont – drumstel
- Kristoffer Gildenlöw – bas (track 11)
- Rens van der zalm – viool (track 10)
- Izak Boom – banjo, ukelele (track 9)
- Nico Outhuijse – percussie (tracks 2, 5, 6, 8, 11) en achtergrondzang
- Andrew Latimer – gitaar (track 6)

## Muziek
Alle muziek en teksten van Scherpenzeel

| Nr. | Titel                            | Duur  |
| --- | -------------------------------- | ----- |
| 1.  | Somebody                         | 3:03  |
| 2.  | La peregrina (She wanders alone) | 11:42 |
| 3.  | Falling                          | 3:08  |
| 4.  | Feathers and tar                 | 3:14  |
| 5.  | Walk through fire                | 10:23 |
| 6.  | Ripples on the water             | 3:40  |
| 7.  | All that I want                  | 3:47  |
| 8.  | X marks the spot                 | 1:58  |
| 9.  | God on our side                  | 3:30  |
| 10. | Love, sail away                  | 3:12  |
| 11. | Cracks                           | 8:50  |
| 12. | To an end                        | 3:31  |

Degenen die bijdroegen in de voorfinanciering kregen vier demo’s extra: Cracks (10:17), La peregrina (12:21), Falling (3:01) en Walk through fire (10:41); alle stammend uit 2016. God on our side is spottend voor alle zaken die uit Gods naam worden gedaan. Cracks over scheuren in zelfvertrouwen. La peregrina is een verwijzing naar de beroemde parel.